# Antisti Vet
Els Antisti Vet (en llatí: Antistius Vetus) foren una branca de la gens Antístia que portà el cognomen de Vet, que significa 'vell', 'antic'. Es tracta d'una família que començà a tenir rellevància el segle i aC i mantengué personatges influents fins al segle ii dC.
Aquests foren els principals membres de la família:
- Antisti Vet, propretor a la Hispània Ulterior el 68 aC; Juli Cèsar va servir a les seves ordes com a qüestor.[3]
- Gai Antisti Vet, tribú de la plebs el 57 aC
- Gai Antisti Vet, cònsol el 6 aC, fill de l'anterior
- Luci Antisti Vet, cònsol sufecte l'any 28, fill de l'anterior
- Gai Antisti Vet, cònsol l'any 23, germà de l'anterior
- Camerí Antisti Vet, cònsol sufecte l'any 46 i tal vegada fill de l'anterior[4]
- Luci Antisti Vet, cònsol l'any 55 i tal vegada germà de l'anterior
- Gai Antisti Vet, cònsol l'any 50 i germà de l'anterior
- Gai Antisti Vet, cònsol l'any 96 i fill de l'anterior
- Antisti Vet, cònsol l'any 116
- Antisti Vet, cònsol l'any 150 i fill de l'anterior